# Hrishikesh Mukherjee

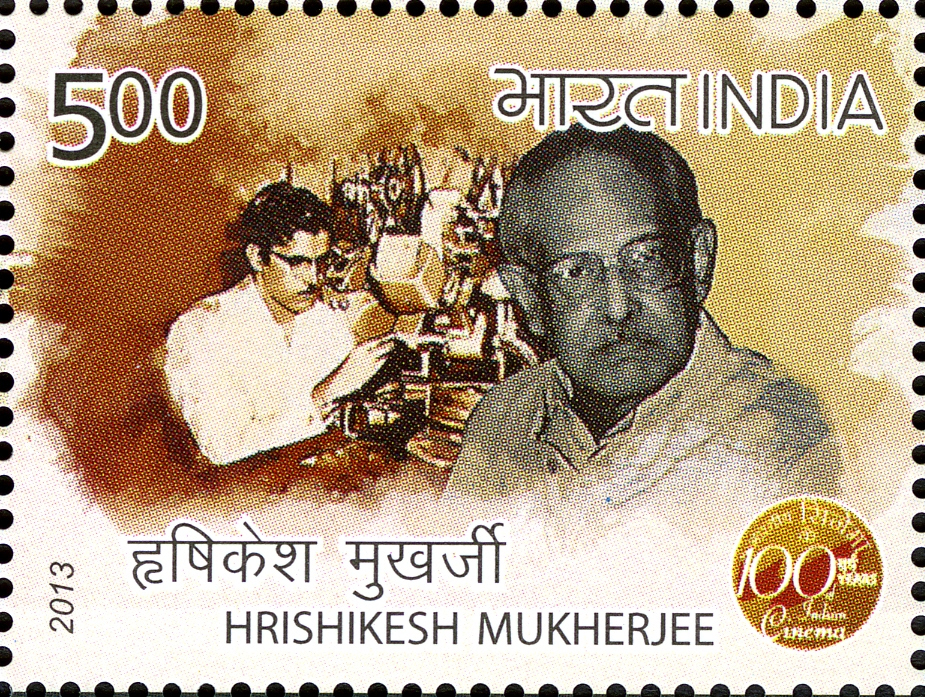
Hrishikesh Mukherjee auf einer indischen Briefmarke von 2013

Hrishikesh Mukherjee (eigentlich: Hrishikesh Mukhopadhyay; bengalisch: হৃষিকেশ মুখোপাধ্যায়, Hṛṣikeś Mukhopādhyāẏ; * 30. September 1922 in Kolkata, Westbengalen; † 27. August 2006 in Mumbai, Maharashtra) war ein indischer Filmregisseur, Filmeditor, Drehbuchautor und Filmproduzent.

## Leben
Er begann bei der Filmgesellschaft New Theatres in Kolkata und ging 1951 mit Bimal Roy nach Mumbai und arbeitete mit ihm zusammen, bis er selbst Regisseur wurde. Sein Debütfilm war Musafir (1957). Mit den Stars Raj Kapoor und Nutan und dem Film Anari (1959) stellte sich der kommerzielle Erfolg ein. Anuradha (1960) gewann ihm den National Award und Anand (1970) mit Rajesh Khanna in der Hauptrolle gehört zu seinen besten Arbeiten.
In den 1970er Jahren entstanden mit Abhimaan (1973 mit Amitabh Bachchan und Jaya Bhaduri) und Chupke Chupke (1975 mit Dharmendra, Sharmila Tagore und den Bachchans) seine beim Publikum beliebtesten Filme.
Hrishikesh Mukherjee wurde 2000 für seinen Beitrag für den indischen Film mit dem Dadasaheb Phalke Award ausgezeichnet. 2001 erhielt er den Padma Vibhushan.